# المسيح في الإسلام (فلم)
المسيح في الإسلام هو فلم وثائقي بريطاني صدر عام 2007 من إخراج وإنتاج إرشاد أشرف [الإنجليزية]، وتأليف ورواية ميلفين براغ. الفيلم الوثائقي يتحدث عن وجهة النظر الإسلامية حول النبي عيسى. تم بثه على قناة آي تي في في 19 آب 2007 م.

## الملخص
يستخدم البرنامج الخاص الذي تبلغ مدته ساعة واحدة القرآن الكريم كمصدر رئيس له، ويستند إلى مقابلات مع العلماء والمؤرخين. ويتضمن الفلم تعليقًا من حمزة يوسف، الذي صُور من أجل هذا الفلم الوثائقي.

## الخلفية
قال الراوي ميلفين براغ: "لقد أذهلتني الفكرة... كان عيسى عليه السلام شخصية بارزة في الإسلام، لكن معظم الناس لا يعلمون ذلك". وأضاف: "آمل أن يثير ذلك بين المسلمين الشعور بأنهم جزء من برامج التلفاز".
قال حمزة يوسف: "في السرد المسيحي، النقطة المحورية والجوهرية في المسيحية هي موت وقيامة عيسى المسيح، لكن الإسلام ينكر ذلك أساسًا. ينص القرآن على أنه عيسى صُور على أنه صلب، لأنه عندما أسره الرومان، رفعه الله."

## الطاقم
- حمزة يوسف (باحث مسلم في معهد الزيتونة، كاليفورنيا)
- أجمل مسرور (إمام)
- أسامة حسن (إمام مسجد التوحيد، لندن)
- أحمد تومسون (مؤلف مشارك في كتاب عيسى نبي الإسلام )
- كارين أرمسترونج (مؤرخة دينية)
- أحمد بابكر (إمام مدرسة الإسلامية الابتدائية [الإنجليزية]، لندن)
- سارة جوزيف (محررة إميل)
- محمد سعيد بهمانبور (كاتب القديسة مريم )
- إسماعيل ليا ساوث [الإنجليزية] (مغني راب)
- سوكينا دوغلاس (عضو في الحج الشعري [الإنجليزية])
- منيرة ويليامز (عضو في الحج الشعري)
- إبراهيم موغرا [الإنجليزية] (رئيس العلاقات بين الأديان في المجلس الإسلامي البريطاني)
- عبد الرحيم جرين (مسؤول الزيارة لمسجد لندن المركزي)

## طالع أيضًا
- قائمة الأفلام الإسلامية
- عيسى بن مريم